# Lupinus bonplandius
Lupinus bonplandius är en ärtväxtart som beskrevs av Charles Piper Smith. Lupinus bonplandius ingår i släktet lupiner, och familjen ärtväxter. Inga underarter finns listade i Catalogue of Life.